# Ximafang (sockenhuvudort i Kina, Shanxi Sheng, lat 38,66, long 112,02)
Ximafang är en sockenhuvudort i Kina. Den ligger i provinsen Shanxi, i den norra delen av landet, omkring 100 kilometer nordväst om provinshuvudstaden Taiyuan. Antalet invånare är 8 346. Befolkningen består av 3 821 kvinnor och 4 525 män. Barn under 15 år utgör 17,0 %, vuxna 15-64 år 73 %, och äldre över 65 år 8,0 %.
Runt Ximafang är det ganska tätbefolkat, med 80 invånare per kvadratkilometer. Närmaste större samhälle är Dongzhai, 17,5 km norr om Ximafang. Trakten runt Ximafang består i huvudsak av gräsmarker.
Genomsnittlig årsnederbörd är 613 millimeter. Den regnigaste månaden är juli, med i genomsnitt 191 mm nederbörd, och den torraste är januari, med 2 mm nederbörd.